# Centro de cortante
En resistencia de materiales, el centro de cortante, también llamado centro de torsión, centro de cortadura o centro de esfuerzos cortantes (CEC), es un punto situado en el plano de la sección transversal de una pieza prismática como una viga o un pilar tal que cualquier esfuerzo cortante que pase por él no producirá momento torsor en la sección transversal de la pieza, esto es, que todo esfuerzo cortante genera un momento torsor dado por la distancia del esfuerzo cortante al centro de cortante. Se suele denotar por (yC, zC).
Cuando existe un eje de simetría el centro de cortante está situado sobre él. En piezas con dos ejes de simetría el centro de cortante coincide con el centro de gravedad de la sección y en ese caso la flexión y torsión están desacopladas y una viga o pilar puede tener flexión sin torsión y torsión sin flexión. Sin embargo, en prismas mecánicos, vigas o pilares con asimetrías en su sección transversal es necesario determinar el centro de cortante para determinar correctamente las tensiones.

## Definición del centro de cortante
Si usamos la coordenada x para medir distancias a lo largo del eje de una pieza prismática y las coordenadas (y, z) para las coordenadas de cualquier punto sobre una sección transversal. El centro de cortantes es el punto definido por las coordenadas (yC, zC) dadas por:

{\displaystyle y_{C}={\frac {I_{z}I_{y{\bar {\omega }}}-I_{yz}I_{z{\bar {\omega }}}}{I_{z}I_{y}-I_{yz}^{2}}}\qquad z_{C}={\frac {I_{y}I_{z{\bar {\omega }}}-I_{yz}I_{y{\bar {\omega }}}}{I_{z}I_{y}-I_{yz}^{2}}}}

Donde {\displaystyle I_{y},I_{z},I_{yz}\,} son los momentos de área y el producto de inercia. Y donde {\displaystyle I_{y{\bar {\omega }}},I_{z{\bar {\omega }}}\,} son los productos de inercia sectoriales definidos como:

{\displaystyle I_{y{\bar {\omega }}}=\int _{A}z\omega _{0}(y,z)\ dydz\qquad I_{z{\bar {\omega }}}=\int _{A}y\omega _{0}(y,z)\ dydz}

Y {\displaystyle \omega _{0}(y,z)\;} es la función auxiliar del alabeo unitario.
Es importante señalar que:
- Si el eje Y es un eje de simetría de la sección transversal entonces zC = zG.
- Si el eje Z es un eje de simetría de la sección transversal entonces yC = yG.
- Si una pieza tiene dos ejes de simetría Y y Z (como sucede secciones circulares, rectangulares, elípticas, romboidales, secciones en I y secciones en H, entre otras) y se consideran coordenadas baricéntricas entonces yC = yG = 0 y zC = zG = 0.

### Perfiles de sección delgada
Para perfiles de sección delgada puede simplificarse calculando la función auxiliar de alabeo unitario simplemente como el área seccional respecto a centro de gravedad como:

{\displaystyle \omega _{0}(y,z)=\int _{0}^{s(y,z)}r\ ds=\int _{0}^{C_{s}}(zdy-ydz)}

donde:
{\displaystyle s\,} es la longitud de arco desde un extremo del perfil hasta un punto situado a una distancia s recorriendo la curva media, que genera el perfil; {\displaystyle 0\leq s(y,z)\leq s_{\max }}.
{\displaystyle C_{s}(y,z)\,} es la curva o línea media que define el perfil delgado (entre un extremo y un punto de coordenadas (y, z)). Al ser delgado, el perfil puede aproximarse por una línea que lo recorre de un extremo al otro.
Si se toma un sistema de ejes paralelo a los ejes principales de inercia, se tiene que Iyz = 0 y por tanto las ecuaciones del centro de esfuerzos cortantes son simplemente:

{\displaystyle z_{C}={\frac {1}{I_{z}}}\int y\omega _{0}(y,z)\ dydz,\qquad y_{C}={\frac {1}{I_{y}}}\int z\omega _{0}(y,z)\ dydz,}

Un cálculo más simple puede obtenerse considerando esfuerzos cortantes arbitrarios Ty, Tz y los campos de tensiones tangenciales irrotacionales dados por la fórmula de Collignon-Zhuravski para ambas direcciones. Para ese campo de tensiones tangenciales se calcula momento torsor efectivo MTdel mismo campo respecto a un punto adecuado y entonces calcular:

{\displaystyle z_{C}={\frac {M_{T}}{T_{y}}},\qquad y_{C}={\frac {M_{T}}{T_{z}}}}

## Coincidencia del centro de cortantes y el polo de torsión
Cuando un prisma mecánico, viga o pilar con asimetrías en su sección transversal se somete a flexión aparece torsión girando toda la sección alrededor de un cierto punto llamado polo de torsión. Puede demostrarse que el polo de torsión y el centro de cortantes coinciden.